# سانبری (پنسیلوانیا)
سانبری (به انگلیسی: Sunbury) شهری در ایالت پنسیلوانیا کشور ایالات متحده آمریکا است که جمعیت آن در سرشماری سال ۲۰۱۰ میلادی، ۹٬۹۰۵ نفر بوده‌است.